# Elena Salgado
Elena Salgado Méndez (Orense, 12 de mayo de 1949) es una ingeniera, economista y política española. Ha sido vicepresidenta del Gobierno de España  y titular de varios ministerios.

## Biografía
Elena Salgado nació y se crio en una de las zonas más distinguidas de Orense (Galicia). Sus padres, Ramón Salgado (prestigioso tecnócrata ministerial) y Antonia Méndez, eran propietarios de tierras y se conocieron cuando ambos estudiaban Magisterio. Tiene tres hermanos: Carmen, médico psiquiatra que fue jefa del servicio de Psiquiatría Infantil del Hospital La Paz de Madrid; Ramón, periodista; y Antonia, funcionaria de la administración pública. 
Su formación universitaria la cursó en Madrid. Es ingeniera industrial en las especialidades de Técnicas Energéticas y Organización Industrial por la Universidad Politécnica de Madrid, licenciada en Ciencias Económicas en la especialidad de Estructura Económica por la Universidad Complutense de Madrid y máster en Métodos Cuantitativos de Gestión por la Escuela de Organización Industrial.
Funcionaria del grupo A por oposición, entre 1973 y 1981 desarrolló su actividad profesional en el departamento de Economía y Finanzas de la Escuela de Organización Industrial. Desde 1982 formó parte de todos los gobiernos de Felipe González, con diferentes responsabilidades: directora del Departamento de Estudios en el Instituto de la Pequeña y Mediana Empresa del Ministerio de Industria (1982-1984), directora general de Costes de Personal y Pensiones Públicas del Ministerio de Economía y Hacienda (1985-1991) y secretaria general de Comunicaciones del Ministerio de Obras Públicas, Transportes y Medio Ambiente (1991-1996). Durante los últimos meses de gobierno socialista y primeros del Partido Popular, Salgado fue la directora general de la Fundación Teatro Lírico, órgano creado para gestionar el Teatro Real de Madrid tras su reforma. La oposición del nuevo secretario de Estado de Cultura, Miguel Ángel Cortés, hizo que fuese cesada en julio de 1996. Posteriormente pasó a la empresa privada, trabajando en varias empresas del sector de la consultoría y las telecomunicaciones entre 1997 y 2004. Fue Presidenta de Telegate España y Consejera Delegada de Vallehermoso Telecom. Fue miembro del Consejo de Administración de Abertis Telecom entre 2003 y 2004.
Nombrada ministra de Sanidad y Consumo por José Luis Rodríguez Zapatero. Su medida más significativa fue la ley antitabaco que entró en vigor en España el 1 de enero de 2006. Ese año aspiró, sin éxito, a presidir la Organización Mundial de la Salud, llegando a la última fase, con otros cuatro candidatos, en la que se eligió finalmente a Margaret Chan (8 de noviembre de 2006).
Elena Salgado fue ministra de Administraciones Públicas entre el 6 de julio de 2007 y el 9 de marzo de 2008. En las elecciones generales encabezó las listas del PSOE en Cantabria. El 12 de abril de 2008 fue confirmada de nuevo como ministra de Administraciones Públicas para la IX Legislatura. Sin embargo el 7 de abril de 2009, dentro de una profunda remodelación del Gobierno de España abandonó dicho ministerio para sustituir a Pedro Solbes al frente del Ministerio de Economía y Hacienda y como vicepresidenta segunda del Gobierno.
El 12 de julio de 2011 pasó a ocupar también la vicepresidencia de Asuntos Económicos, puesto equivalente a la vicepresidencia primera que había decidido abandonar Alfredo Pérez Rubalcaba para preparar su candidatura a las elecciones generales.
Tres meses después de abandonar su cargo de vicepresidenta la compañía eléctrica Chilectra, filial de Endesa y controlada a su vez por el grupo italiano Enel, incorporó a Elena Salgado a su grupo de consejeros. Aunque la legislación vigente impedía a un ex alto cargo del gobierno español trabajar para una empresa privada durante los dos años posteriores a abandonar el puesto, esta restricción no se le aplicó dado que es una empresa radicada en el exterior de España. Dejó de ser consejera en abril de 2015.
En 2016 fue nombrada presidenta ejecutiva de la AEC, Asociación Española de Empresas de Consultoría.

## Cargos públicos desempeñados
- Directora del Departamento de Estudios en el Instituto de la Pequeña y Mediana Empresa del Ministerio de Industria (1982-1984)
- Directora general de Costes de Personal y Pensiones Públicas del Ministerio de Economía y Hacienda (1985-1991)
- Secretaria general de Comunicaciones del Ministerio de Obras Públicas, Transportes y Medio Ambiente (1991-1996)
- Ministra de Sanidad y Consumo (2004-2007)
- Ministra de Administraciones Públicas (2007-2009)
- Diputada por Cantabria en el Congreso de los Diputados (2008-2011)
- Vicepresidenta Segunda del Gobierno (2009-2011)
- Ministra de Economía y Hacienda (2009-2011)
- Vicepresidenta para Asuntos Económicos (2011)

## Distinciones y condecoraciones
- Gran Cruz de la Orden de Carlos III (30 de diciembre de 2011).
- Gran Cruz de la Orden del Mérito Militar con distintivo blanco.
- Oficial de la Legión de Honor (Francia).